# Freestyler
Freestyler is een hit van de Finse hiphop- en housegroep Bomfunk MC's en was de derde single van hun debuutalbum In Stereo. Het nummer was al in 1999 een grote hit in Finland. Na de internationale release in februari 2000 veroverde het ook de rest van Europa en stond het in verschillende Europese landen, waaronder Nederland en België (zowel in Vlaanderen als Wallonië), op nummer 1. Bomfunk MC's won in dat jaar een MTV Award voor beste Scandinavische groep.
Het nummer betrad de Nederlandse Top 40 op nummer 16 in week 10 van 2000 en nam in de derde week de nummer 1-positie over. Het stootte hiermee de Nederlandse band Abel, die met Onderweg zes weken lang op 1 stond, van de koppositie. Het nummer hield vijf weken de nummer 1-positie, en bleef daarna nog vijf weken in de top 5. In totaal stond Freestyler 16 weken lang in de Nederlandse Top 40. Het nummer werd ook Dancesmash op Radio 538. In de Mega Top 100 op Radio 3FM stond de single 20 weken genoteerd met 6 weken op nummer 1. 
In België kwam Freestyler op 1 april 2000 binnen in de Vlaamse Ultratop 50 op plaats 12. Na twee weken bereikte het nummer de eerste plaats, waar het voor zeven opeenvolgende weken bleef staan. Het werd gedurende twee weken van de top afgelost door Walk on Water van Milk Inc., waarna het weer voor één week op de eerste plaats kwam. In totaal stond Freestyler twintig weken in de Ultratop 50, waarvan acht weken op nummer 1. Het was de derde best verkochte single van 2000 in Vlaanderen.
Het nummer leidde tot een kleine controverse in het Verenigd Koninkrijk door de zin "Who the fuck is Alice, is she from Buckingham Palace?". Deze zin werd op de Engelse radio gecensureerd.

## Videoclip
De hoofdfiguur van de videoclip is een jongen, gespeeld door de vijftienjarige Marlo Snellman, een Fins model en muzikant. Hij neemt de metro terwijl hij luistert naar Freestyler op zijn minidisc. Tegenover hem neemt een man plaats, gespeeld door Raymond Ebanks (B.O. Dubb), de zanger van de Bomfunk MC's. Hij geeft aan de jongen de mogelijkheid om de tijd te beïnvloeden voor één of meerdere personen. Tijdens de rest van de clip zien we de jongen dansers en andere mensen die hij tegenkomt pauzeren, terug- of vooruitspoelen, totdat hij de Bomfunk MC's tegenkomt, op wie zijn kracht geen invloed heeft. De videoclip spoelt daarna volledig terug naar het begin, waar de jongen op de metro wacht. De videoclip is voornamelijk opgenomen in het ondergrondse metrostation Hakaniemi van de metro van Helsinki.
In de clip is sprake van sluikreclame voor producten van Sony. Na bijna 20 jaar kwam er in februari 2019 een nieuwe modernere versie van de videoclip uit. Ditmaal met een meisje gespeeld door Milica Bajčetić als hoofdfiguur die eigenlijk dezelfde gebeurtenissen beleeft als de jongen uit de originele videoclip.

## Hitnoteringen

### Nederlandse Top 40
| Freestyler in de Nederlandse Top 40 - binnen: 11 maart 2000 | Freestyler in de Nederlandse Top 40 - binnen: 11 maart 2000 | Freestyler in de Nederlandse Top 40 - binnen: 11 maart 2000 | Freestyler in de Nederlandse Top 40 - binnen: 11 maart 2000 | Freestyler in de Nederlandse Top 40 - binnen: 11 maart 2000 | Freestyler in de Nederlandse Top 40 - binnen: 11 maart 2000 | Freestyler in de Nederlandse Top 40 - binnen: 11 maart 2000 | Freestyler in de Nederlandse Top 40 - binnen: 11 maart 2000 | Freestyler in de Nederlandse Top 40 - binnen: 11 maart 2000 | Freestyler in de Nederlandse Top 40 - binnen: 11 maart 2000 | Freestyler in de Nederlandse Top 40 - binnen: 11 maart 2000 | Freestyler in de Nederlandse Top 40 - binnen: 11 maart 2000 | Freestyler in de Nederlandse Top 40 - binnen: 11 maart 2000 | Freestyler in de Nederlandse Top 40 - binnen: 11 maart 2000 | Freestyler in de Nederlandse Top 40 - binnen: 11 maart 2000 | Freestyler in de Nederlandse Top 40 - binnen: 11 maart 2000 | Freestyler in de Nederlandse Top 40 - binnen: 11 maart 2000 | Freestyler in de Nederlandse Top 40 - binnen: 11 maart 2000 |
| Week                                                        | 1                                                           | 2                                                           | 3                                                           | 4                                                           | 5                                                           | 6                                                           | 7                                                           | 8                                                           | 9                                                           | 10                                                          | 11                                                          | 12                                                          | 13                                                          | 14                                                          | 15                                                          | 16                                                          |                                                             |
| ----------------------------------------------------------- | ----------------------------------------------------------- | ----------------------------------------------------------- | ----------------------------------------------------------- | ----------------------------------------------------------- | ----------------------------------------------------------- | ----------------------------------------------------------- | ----------------------------------------------------------- | ----------------------------------------------------------- | ----------------------------------------------------------- | ----------------------------------------------------------- | ----------------------------------------------------------- | ----------------------------------------------------------- | ----------------------------------------------------------- | ----------------------------------------------------------- | ----------------------------------------------------------- | ----------------------------------------------------------- | ----------------------------------------------------------- |
| Nummer                                                      | 16                                                          | 2                                                           | 1                                                           | 1                                                           | 1                                                           | 1                                                           | 1                                                           | 2                                                           | 3                                                           | 3                                                           | 4                                                           | 4                                                           | 11                                                          | 15                                                          | 21                                                          | 39                                                          | uit                                                         |

### Mega Top 100
| Freestyler in de Mega Top 100 binnen: 4 maart 2000 | Freestyler in de Mega Top 100 binnen: 4 maart 2000 | Freestyler in de Mega Top 100 binnen: 4 maart 2000 | Freestyler in de Mega Top 100 binnen: 4 maart 2000 | Freestyler in de Mega Top 100 binnen: 4 maart 2000 | Freestyler in de Mega Top 100 binnen: 4 maart 2000 | Freestyler in de Mega Top 100 binnen: 4 maart 2000 | Freestyler in de Mega Top 100 binnen: 4 maart 2000 | Freestyler in de Mega Top 100 binnen: 4 maart 2000 | Freestyler in de Mega Top 100 binnen: 4 maart 2000 | Freestyler in de Mega Top 100 binnen: 4 maart 2000 | Freestyler in de Mega Top 100 binnen: 4 maart 2000 | Freestyler in de Mega Top 100 binnen: 4 maart 2000 | Freestyler in de Mega Top 100 binnen: 4 maart 2000 | Freestyler in de Mega Top 100 binnen: 4 maart 2000 | Freestyler in de Mega Top 100 binnen: 4 maart 2000 | Freestyler in de Mega Top 100 binnen: 4 maart 2000 | Freestyler in de Mega Top 100 binnen: 4 maart 2000 | Freestyler in de Mega Top 100 binnen: 4 maart 2000 | Freestyler in de Mega Top 100 binnen: 4 maart 2000 | Freestyler in de Mega Top 100 binnen: 4 maart 2000 | Freestyler in de Mega Top 100 binnen: 4 maart 2000 |
| Week                                               | 1                                                  | 2                                                  | 3                                                  | 4                                                  | 5                                                  | 6                                                  | 7                                                  | 8                                                  | 9                                                  | 10                                                 | 11                                                 | 12                                                 | 13                                                 | 14                                                 | 15                                                 | 16                                                 | 17                                                 | 18                                                 | 19                                                 | 20                                                 |                                                    |
| -------------------------------------------------- | -------------------------------------------------- | -------------------------------------------------- | -------------------------------------------------- | -------------------------------------------------- | -------------------------------------------------- | -------------------------------------------------- | -------------------------------------------------- | -------------------------------------------------- | -------------------------------------------------- | -------------------------------------------------- | -------------------------------------------------- | -------------------------------------------------- | -------------------------------------------------- | -------------------------------------------------- | -------------------------------------------------- | -------------------------------------------------- | -------------------------------------------------- | -------------------------------------------------- | -------------------------------------------------- | -------------------------------------------------- | -------------------------------------------------- |
| Nummer                                             | 84                                                 | 7                                                  | 2                                                  | 1                                                  | 1                                                  | 1                                                  | 1                                                  | 1                                                  | 1                                                  | 2                                                  | 3                                                  | 4                                                  | 6                                                  | 11                                                 | 13                                                 | 18                                                 | 36                                                 | 59                                                 | 70                                                 | 86                                                 | uit                                                |

### Vlaamse Ultratop 50
| Nummer | 12 | 3 | 1 | 1 | 1 | 1 | 1 | 1 | 1 | 2 | 2 | 1 | 4 | 7 | 9 | 14 | 17 | 25 | 39 | 50 | uit |

### NPO Radio 2 Top 2000
| Nummer met noteringen in de NPO Radio 2 Top 2000 | '15  | '16  | '17  | '18  |
| ------------------------------------------------ | ---- | ---- | ---- | ---- |
| Freestyler                                       | 1861 | 1714 | 1472 | 1797 |

1. ↑  Een vetgedrukt getal geeft de hoogste notering aan.
2. ↑  2015 was het eerste jaar met een notering voor dit nummer.
3. ↑  Deze tabel is bijgewerkt tot en met de laatste editie (2024).